# کمپتون (تاسمانی)
کمپتون (به انگلیسی: Kempton) یک شهرک در استرالیا است که در تاسمانی واقع شده‌است.